# Dinborg
Dinborg, plus précisément Dinbord Industrias Argentinas Automotrices S.A.C.I.F. est une coentreprise créée par la société d'État argentine DINFIA et Borgward Argentina le 1er décembre 1958. À la suite de la faillite du groupe allemand Borgward en 1961, la coentreprise argentine a été rachetée et intégrée dans IAME.

## Histoire
Carl F. Borgward a créé en 1954 en Argentine une coentreprise avec la société d'État IAME - Industrias Aeronáuticas y Mecánicas del Estado, la société Borgward Argentina. Son objectif était la fabrication de moteurs diesel pour équiper les véhicules IAME et notamment le petit utilitaire IAME Rastrojero qui remporta un grand succès commercial à l'époque. Les moteurs étaient fabriqués dans l'usine construite par "Borgward Argentina" à Isidro Casanova au rythme de 20 moteurs et boîtes de vitesses par jour. La société a employé jusqu'à 800 salariés. Lorsque le groupe allemand Borgward a fait faillite en 1961, la société argentine a été rachetée et intégrée dans IAME, son associé dans la société commune Dinborg.

## Dinborg
Dinborg Industrias Argentinas Automotrices S.A.C.I.F. est une coentreprise créée par la société d'État argentine DINFIA et Borgward Argentina pour produire localement, sous licence de Borgward Germany, le petit camion à cabine avancée Dinborg B-611 et la berline Borgward Isabella
La société a été créée le 1er décembre 1958 et, l'année suivante, le ministère de l'Industrie et des Mines a approuvé le plan de production pour 1960, qui prévoyait 1.900 exemplaires du camion B-611 et 500 de la voiture Isabella.
Pour les années suivantes, la production a été estimée à
- 3.000 ex. du camion B-611 pour l'année 1961 et 6.000 pour les années 1962, 1963 et 1964,
- 2.000 ex. de la voiture Isabella en 1961, 3.000 en 1962 et 4.000 pour les années 1963 et 1964.

L’intégration entre les deux usines a permis à Borgward de fournir des moteurs fabriqués dans son usine d’Isidro Casanovas. Les premiers moteurs diesel argentins portant les marques Borgward et Indenor (sous licence) destinés à équiper la vaste gamme des utilitaires IAME Rastrojero.
Le projet avait même envisagé une extension des ateliers sur un terrain dans les environs de Ferreyra mais la fermeture du siège en Allemagne en 1961 a contraint Dinborg à mettre fin à ses activités productives en Argentine après avoir produit en 1960, l'unique année d'activité, seulement 1.296 camions B-611 et 999 voitures Isabella.

## Les modèles produits

### Dinborg B-611
Le Dinborg B-611 est un petit camion avec cabine avancée et une charge utile de 1,8 tonne lancé en 1960.

Il a été construit dans un premier temps par Dinborg Industrias Argentinas Automotrices S.A.C.I.F. puis, après la faillite du constructeur allemand Borgward en 1961 la société a été rachetée et intégrée dans IAME. La production du véhicule s'est poursuivie jusqu'en 1962.

Ce fut le premier petit camion de ce type produit en Argentine.

### Borgward Isabella
La Borgward Isabella est une automobile, grosse berline de luxe et chère, dérivée de l'original allemand lancé en 1954 et ne comportant que 2 portes, produite en Argentine et équipée d'un moteur à essence de 1,5 litre. La version TS représentait le modèle haut de gamme. L'intérieur offrait une finition de très haut niveau et pouvait accueillir cinq personnes. Les équipements de bord étaient de très bon niveau comprenant une instrumentation très complète et une sellerie en cuir. En option, on pouvait obtenir un toit coulissant et une peinture bi-ton. Le moteur de la version TS disposait d'une puissance plus élevée par l'augmentation du taux de compression à 8,2: 1. Ses 80 Ch permettaient une vitesse maximale de 150 km/h.